# Anel de formatura
O anel de formatura é caracterizado pelos emblemas nas laterais e a pedra central de cor.
Tanto a cor da pedra central como os emblemas nas laterais do anel são definidos pela carreira. As principais pedras de cor utilizada na confecção são: água marinha, ametista, esmeralda, granada, ônix, opala, rubi, safira azul, topázio, turmalina rosa e turmalina verde.
Por exemplo, o anel de formatura de medicina tem como emblema uma cobra de cada lado e a pedra central é a esmeralda. Os anéis de formatura normalmente representam uma gama de sentimentos e emoções. Na colação de grau, o anel marca a consagração de uma etapa, o desafio superado, a realização de um sonho e a representatividade da profissão.
O anel de formatura é geralmente usado no dedo anular ou médio da mão esquerda da pessoa.

## História
A tradição dos anéis de formatura originou-se na turma de 1835 na Academia Militar dos Estados Unidos em West Point.

## Anel do contabilista
O anel do contabilista é um anel que representa a conclusão do curso superior ou técnico de Contabilidade. É confeccionado em ouro, apresenta uma pedra de cor rosa forte de rubislite, um desenho de uma tábua da lei em platina ou ouro branco de um dos lados, encimado por um brilhante, e um desenho do caduceu também em platina ou ouro branco do outro lado, também encimado por um brilhante.

O caduceu é utilizado, no Brasil, como símbolo dos cursos de graduação em ciências contábeis, do Conselho Federal de Contabilidade e dos conselhos regionais de contabilidade

Cada um destes elementos é um símbolo: a cor rosa do rubislite remete à cor vermelha do rubi, a pedra-símbolo dos advogados, sublinhando a conexão histórica entre Contabilidade e Direito, principalmente no século XIX. O desenho da tábua da lei remete à tábua dos dez mandamentos de Moisés, ou à Lei das Doze Tábuas da Antiga Roma, sublinhando o respeito à lei que deve orientar a conduta do contabilista. O caduceu lembra que a Contabilidade surgiu das necessidades práticas dos comerciantes. E os brilhantes simbolizam a transformação da pedra bruta, os estudantes, em joia lapidada, os profissionais plenamente capazes de exercer seu ofício.